# Аблов, Антон Васильевич
Антон Васильевич Аблов (1905—1978) — молдавский советский учёный, основоположник координационной химии в Молдавии, академик Академии наук Молдавской ССР (1961).
Основные работы связаны с координационной химией: изучал комплексные соединения переходных металлов (в основном кобальта и никеля), синтезировал соединения на их основе (в том числе и биологически активные), разрабатывал пути их применения в сельском хозяйстве, проводил исследования в области ионообменной экстракции (для получения чистых металлов).

## Биография
Родился в Одессе 3 августа 1905 года. В 1917 году семя переехала в город Аккерман (ныне г. Белгород-Днестровский) Бессарабской губернии. В последних классах гимназии увлёкся химией и в 1923 году поступил на физико-химический факультет Ясского университета который окончил в 1927 году. На четвёртом курсе был назначен ассистентом на кафедре химии, там же работал с 1927 по 1940 годы. В 1931 году дополнительно закончил химико-технологический институт в г. Яссы. В феврале 1932 года защитил докторскую диссертацию в г. Яссы по теме «Влияние заместителей в основаниях и анионах на координационное число металла».
В июле 1940 года, после присоединения Бессарабии и Северной Буковины к СССР, бежал с семьёй из фашистской Румынии в г. Кишинёв. 1 сентября 1940 года был назначен заведующим кафедрой химии Кишинёвского сельскохозяйственного института (с 1941 по 1944 год в эвакуации в г. Свердловск). Тогда же был заведующим кафедрой неорганической химии в Кишинёвском педагогическом институте, читал лекции на кафедре химии Кишинёвского медицинского института.
В июле 1944 года, находясь в эвакуации, защитил докторскую диссертацию «О природе связей и о стереохимии комплексных соединений» в Казанском государственном университете.
В 1946 году участвовал в создании Кишинёвского государственного университета, где организовал химический факультет и стал его первым деканом. Одновременно был заведующим кафедрой неорганической химии с 1946 года, где преподавал до конца жизни.
В 1959 году участвовал в организации Института химии Молдавского филиала Академии наук СССР (позже Академии наук МССР), где работал директором с момента создания до 1975 года.
В 1961 году получает звание академика только что созданной Академии наук МССР, где с 1961 по 1964 год является академиком-секретарём Отделения естественных и технических наук.
На протяжении научной деятельности А. В. Абловым создана научная школа по химии координационных соединений. Среди учеников — Н. В. Гэрбэлэу, Ц. Б. Конунова, Н. М. Самусь, Д. Г. Батыр, М. Ревенко и И. Б. Берсукер.
С 1963 г член Научного совета по неорганической химии Академии наук СССР, член Секции химии комплексных соединений Отделения общей и технической химии АН СССР.
Умер 18 мая 1978 года.

## Звания и награды
- Заслуженный деятель науки Молдавской ССР.
- Академик Академии наук Молдавской ССР (1961).

## Память
- Двадцать вторая Чугаевская конференция, состоявшаяся в июне 2005 года в Кишинёве, была посвящена 100-летию со дня рождения выдающегося химика-комплексника академика АНМ А. В. Аблова.
- В 1986 году была издана книга, посвящённая Аблову: Батыр Д. Г. А. В. Аблов (1905—1978). Страницы жизни и творчества. — Кишинёв. Издательство Штиинца. 1986 г. 224 с.
- А. В. Аблов является автором первой в СССР монографии по химической связи в комплексах «Химическая связь в комплексных соединениях» (1962 год, совместно с И. Б. Берсукером).